# Elymus elongatus
Elymus elongatus là một loài thực vật có hoa trong họ Hòa thảo. Loài này được (Host) Runemark mô tả khoa học đầu tiên năm 1972.